# 지바 다카히토
지바 다카히토(일본어: 千葉 貴仁, 1984년 11월 7일 ~ )는 일본의 전 축구 선수이다.

## 구단 경력
과거 세레소 오사카, 콘사돌레 삿포로에서 활동하였다.